# Suno AI
Suno是一款生成式人工智慧音樂創作程序，旨在產生人聲與樂器相結合的逼真歌曲。2023年12月20日，Suno AI在推出網路應用程式並與微軟建立合作關係（微軟將Suno作為外掛程式納入Microsoft Copilot）後，開始廣泛使用。
該程式根據用戶提供的文字提示來匹配歌曲。Suno沒有透露用於訓練其人工智慧的資料集，但聲稱已對其進行了保護，以防止剽竊和版權問題。

## 歷史
Suno由邁克爾·舒爾曼（Michael Shulman）、格奧爾格·庫奇科（Georg Kucsko）、馬丁·卡馬喬（Martin Camacho）和基南·弗雷伯格（Keenan Freyberg）等人創立。他們在麻薩諸塞州劍橋創辦自己的公司之前，都曾在一家人工智慧新創公司Kensho工作。
2023年4月，Suno在GitHub和Hugging Face上發布了名為「Bark」的開源文字到語音和音訊模型，採用MIT授權條款。2024年3月21日Suno向所有用戶發布v3版本。 新版本允許用戶使用免費帳號創建有限數量的4分鐘歌曲。
在2024年7月1日，Suno的手機應用程式發布。
2024年10月16日，Suno推出Suno Scenes，一种全新的音乐创作方式，可以将照片和视频转换成独特的音轨。目前仅在美国的iPhone上可用，国际早期访问版本即将推出。
2024年11月19日，Suno V4版本发布。
2024年12月6日，Suno安卓Android版本发布。

## 法律問題
在2024年6月，由美國錄音工業協會主導的訴訟對Suno和Udio提出，指控其大規模侵犯版權音樂錄音。該訴訟試圖禁止這些公司在版權音樂上進行訓練，並要求對已經發生的侵權行為索賠最高150,000美元的賠償。

## 外部連結
- 官方网站